# Bolt Food
Bolt Food je online platforma pro objednávání a doručování jídla, kterou společnost Bolt spustila v roce 2019. Jídlo a potraviny doručují kurýři pomocí aut, skútrů, kol nebo pěšky. Od roku 2023 funguje služba Bolt Food ve více než 80 městech v 19 zemích.
Služba Bolt Food má celosvětově více než 6 milionů registrovaných uživatelů a zahrnuje více než 30 000 partnerských restaurací a řetězců.
V roce 2021 Bolt Food spustil službu rychlého doručování potravin Bolt Market.

## Historie
Přepravní společnost Bolt se v srpnu 2019 rozšířila o rozvoz potravin a spustila službu Bolt Food v estonském Tallinnu a později oznámila plány na rozšíření služby do Lotyšska, Litvy a Jižní Afriky.
Během zahájení provozu produktový ředitel společnosti Bolt Jevgenij Kabanov uvedl, že zřízení služby rozvozu jídla bylo již delší dobu oblíbeným požadavkem stávajících uživatelů společnosti Bolt.
V dubnu 2021 byla aplikace Bolt Food přidána do galerie aplikací Huawei AppGallery poté, co společnost Huawei prohlásila, že obdržela více než 2 000 žádostí uživatelů o připojení mobilní aplikace.
V srpnu 2021 společnost Bolt získala 600 milionů eur na spuštění služby rozvozu potravin Bolt Market.
Od ledna 2023 působí společnost Bolt Food ve více než 80 městech a 19 zemích Evropy a Afriky.

## Rozvoz potravin
V roce 2021 společnost Bolt oznámila spuštění služby Bolt Market, doručování potravin, která je k dispozici v aplikaci Bolt Food.
Obchody Bolt Market nabízejí doručování potravin a potřeb pro domácnost, jako je péče o domácí mazlíčky, osobní péče, péče o děti a výrobky pro péči o domácnost. Služba rozšířila svůj výběr na více než 3 000 produktů na prodejnu a u stovek klíčových produktů dorovnala ceny v supermarketech.
Služba Bolt Market byla spuštěna v estonském Tallinnu a v roce 2021 se rozšířila do Lotyšska, Litvy, Portugalska, Rumunska, Polska, Slovenska, Chorvatska a České republiky a v lednu 2022 do Švédska.
Od ledna 2023 funguje Bolt Market v 6 zemích.